# Selle
La Selle è un fiume francese, affluente della Schelda. Non va confuso con gli omonimi fiumi Selle, affluente del fiume Arroux (oggi denominato Celle) e Selle, affluente della Somme.
Nasce presso Molain (Aisne), passa a Solosmes e Douchy-les-Mines e sfocia dopo un corso di 45,9 chilometri nella Schelda a Denain. La Selle ha diversi affluenti.

## Geografia
La Selle nasce a Molain (Aisne), nella foresta demaniale di Andigny a 120 metri di altitudine, passa a Saint-Souplet, Saint-Benin, Cateau-Cambrésis, Solesmes e a Douchy-les-Mines e confluisce nella Schelda a Denain, a 20 metri d'altitudine.
La sua portata, rapida e costante ne fa un luogo di pesca alla trota.

### Comuni e cantoni attraversati
Nei due dipartimenti dell'Aisne e del Nord, la Selle attraversa i diciassette comuni seguenti, da monte verso valle, di Molain (sorgente), Saint-Martin-Rivière, Saint-Souplet, Saint-Benin, Le Cateau-Cambrésis, Montay, Neuvilly, Briastre, Solesmes, Saint-Python, Haussy, Montrécourt, Saulzoir, Haspres, Noyelles-sur-Selle, Douchy-les-Mines, Denain (confluenza).
In termini di cantoni, la Selle nasce nel cantone di Guise, attraversa i cantoni di Cateau-Cambrésis, Caudry, Aulnoy-lez-Valenciennes e confluisce nel cantone di Denain, il tutto negli arrondissement di Vervins, di Cambrai e di Valenciennes.

### Toponimi
La Selle ha dato il suo idronimo ai comuni di Noyelles-sur-Selle e di Bacouel-sur-Selle.